# Collegio di Barrow and Furness
Barrow and Furness è un collegio elettorale situato nella Cumbria, nel Nord Ovest dell'Inghilterra, e rappresentato alla Camera dei comuni del Parlamento del Regno Unito. Elegge un membro del parlamento con il sistema first-past-the-post, ossia maggioritario a turno unico; l'attuale parlamentare è Michelle Scrogham del Partito Laburista, che rappresenta il collegio dal 2024.

## Estensione
Il collegio contiene la parte meridionale della penisola di Furness, della Cumbria meridionale, nel Nord Ovest dell'Inghilterra.
- 1983-2010: l'intero distretto di Barrow-in-Furness e i ward del distretto di South Lakeland di Low Furness, Pennington, Ulverston Central, Ulverston East, Ulverston North, Ulverston South e Ulverston West
- 2010-2024: i ward elettorali di South Lakeland di Broughton, Crake Valley, Low Furness & Swarthmoor, Ulverston Central, Ulverston East, Ulverston North, Ulverston South, Ulverston Town e Ulverston West e l'intero distretto di Barrow-in-Furness
- dal 2024: i ward di Millom e Millom Without del Cumberland ed i ward di Dalton North, Dalton South, Hawcoat and Newbarns, High Furness, Low Furness, Old Barrow and Hindpool, Ormsgill and Parkside, Risedale and Roosecote, Ulverston, l'isola di Walney e una piccola parte di Coniston and Hawkshea all'interno di Westmorland and Furness.

## Membri del parlamento
| Elezione | Elezione               | Deputato               | Partito            |
| -------- | ---------------------- | ---------------------- | ------------------ |
|          | 1885                   | David Duncan           | Liberale           |
| 1886 (S) | William Sproston Caine |                        | Liberale           |
|          | William Sproston Caine | 1886                   | Liberale Nazionale |
|          | 1890 (S)               | James Duncan           | Liberale           |
|          | 1892                   | Charles Cayzer         | Conservatore       |
|          | 1906                   | Charles Duncan         | Laburista          |
|          | 1918                   | Robert Burton-Chadwick | Conservatore       |
| 1922     | Daniel Somerville      |                        | Conservatore       |
|          | 1924                   | John Bromley           | Laburista          |
|          | 1931                   | Jonah Walker-Smith     | Conservatore       |
|          | 1945                   | Walter Monslow         | Laburista          |
| 1966     | Albert Booth           |                        | Laburista          |
|          | 1983                   | Cecil Franks           | Conservatore       |
|          | 1992                   | John Hutton            | Laburista          |
|          | 2010                   | John Woodcock          | Laburista Co-Op    |
|          | 2018                   | John Woodcock          | Indipendente       |
|          | 2019                   | Simon Fell             | Conservatore       |
|          | 2024                   | Michelle Scrogham      | Laburista          |

## Elezioni

### Elezioni negli anni 2020
| Partito                    | Partito                                           | Candidato                  | Risultati 4 luglio 2024 | Risultati 4 luglio 2024 |
| Partito                    | Partito                                           | Candidato                  | Voti                    | %                       |
| -------------------------- | ------------------------------------------------- | -------------------------- | ----------------------- | ----------------------- |
|                            | Laburista                                         | Michelle Scrogham          | 18 537                  | 43,90                   |
|                            | Conservatore                                      | Simon Fell                 | 13 213                  | 31,29                   |
|                            | Reform UK                                         | Barry Morgan               | 7 035                   | 16,66                   |
|                            | Lib Dem                                           | Adrian Waite               | 1 680                   | 3,98                    |
|                            | Verdi                                             | Lorraine Wrennall          | 1 466                   | 3,47                    |
|                            | Women                                             | Lisa Morgan                | 290                     | 0,69                    |
|                            |                                                   |                            |                         |                         |
| Iscritti                   | Iscritti                                          | Iscritti                   | 74 980                  | 100,00                  |
| ↳ Votanti (% su iscritti)  | ↳ Votanti (% su iscritti)                         | ↳ Votanti (% su iscritti)  | 42 221                  | 56,31                   |
| ↳ Astenuti (% su iscritti) | ↳ Astenuti (% su iscritti)                        | ↳ Astenuti (% su iscritti) | 32 759                  | 43,69                   |
|                            |                                                   |                            |                         |                         |
|                            | Esito: collegio passa da Conservatore a Laburista |                            |                         |                         |

### Elezioni negli anni 2010
| Partito                    | Partito                                                 | Candidato                  | Risultati 12 dicembre 2019 | Risultati 12 dicembre 2019 |
| Partito                    | Partito                                                 | Candidato                  | Voti                       | %                          |
| -------------------------- | ------------------------------------------------------- | -------------------------- | -------------------------- | -------------------------- |
|                            | Conservatore                                            | Simon Fell                 | 23 876                     | 51,85                      |
|                            | Laburista                                               | Chris Altree               | 18 087                     | 39,28                      |
|                            | Lib Dem                                                 | Loraine Birchall           | 2 025                      | 4,40                       |
|                            | Brexit                                                  | Ged McGrath                | 1 355                      | 2,94                       |
|                            | Verdi                                                   | Chris Loynes               | 703                        | 1,53                       |
|                            |                                                         |                            |                            |                            |
| Iscritti                   | Iscritti                                                | Iscritti                   | 70 158                     | 100,00                     |
| ↳ Votanti (% su iscritti)  | ↳ Votanti (% su iscritti)                               | ↳ Votanti (% su iscritti)  | 46 155                     | 65,79                      |
| ↳ Astenuti (% su iscritti) | ↳ Astenuti (% su iscritti)                              | ↳ Astenuti (% su iscritti) | 24 003                     | 34,21                      |
|                            |                                                         |                            |                            |                            |
|                            | Esito: collegio passa da Laburista Co-Op a Conservatore |                            |                            |                            |

| Partito                    | Partito                                      | Candidato                  | Risultati 8 giugno 2017 | Risultati 8 giugno 2017 |
| Partito                    | Partito                                      | Candidato                  | Voti                    | %                       |
| -------------------------- | -------------------------------------------- | -------------------------- | ----------------------- | ----------------------- |
|                            | Laburista Co-Op                              | John Woodcock              | 22 592                  | 47,47                   |
|                            | Conservatore                                 | Simon Fell                 | 22 383                  | 47,03                   |
|                            | Lib Dem                                      | Loraine Birchall           | 1 278                   | 2,69                    |
|                            | UKIP                                         | Alan Piper                 | 962                     | 2,02                    |
|                            | Verdi                                        | Rob O'Hara                 | 375                     | 0,79                    |
|                            |                                              |                            |                         |                         |
| Iscritti                   | Iscritti                                     | Iscritti                   | 69 474                  | 100,00                  |
| ↳ Votanti (% su iscritti)  | ↳ Votanti (% su iscritti)                    | ↳ Votanti (% su iscritti)  | 47 590                  | 68,50                   |
| ↳ Astenuti (% su iscritti) | ↳ Astenuti (% su iscritti)                   | ↳ Astenuti (% su iscritti) | 21 884                  | 31,50                   |
|                            |                                              |                            |                         |                         |
|                            | Esito: collegio confermato a Laburista Co-Op |                            |                         |                         |

| Partito                    | Partito                                      | Candidato                  | Risultati 7 maggio 2015 | Risultati 7 maggio 2015 |
| Partito                    | Partito                                      | Candidato                  | Voti                    | %                       |
| -------------------------- | -------------------------------------------- | -------------------------- | ----------------------- | ----------------------- |
|                            | Laburista Co-Op                              | John Woodcock              | 18 320                  | 42,33                   |
|                            | Conservatore                                 | Simon Fell                 | 17 525                  | 40,50                   |
|                            | UKIP                                         | Nigel Cecil                | 5 070                   | 11,72                   |
|                            | Lib Dem                                      | Clive Peaple               | 1 169                   | 2,70                    |
|                            | Verdi                                        | Rob O'Hara                 | 1 061                   | 2,45                    |
|                            | Indipendente                                 | Ian Jackson                | 130                     | 0,30                    |
|                            |                                              |                            |                         |                         |
| Iscritti                   | Iscritti                                     | Iscritti                   | 68 364                  | 100,00                  |
| ↳ Votanti (% su iscritti)  | ↳ Votanti (% su iscritti)                    | ↳ Votanti (% su iscritti)  | 43 275                  | 63,30                   |
| ↳ Astenuti (% su iscritti) | ↳ Astenuti (% su iscritti)                   | ↳ Astenuti (% su iscritti) | 25 089                  | 36,70                   |
|                            |                                              |                            |                         |                         |
|                            | Esito: collegio confermato a Laburista Co-Op |                            |                         |                         |

| Partito                    | Partito                                      | Candidato                  | Risultati 6 maggio 2010 | Risultati 6 maggio 2010 |
| Partito                    | Partito                                      | Candidato                  | Voti                    | %                       |
| -------------------------- | -------------------------------------------- | -------------------------- | ----------------------- | ----------------------- |
|                            | Laburista Co-Op                              | John Woodcock              | 21 226                  | 48,11                   |
|                            | Conservatore                                 | John Gough                 | 16 018                  | 36,30                   |
|                            | Lib Dem                                      | Barry Rabone               | 4 424                   | 10,03                   |
|                            | UKIP                                         | John Smith                 | 841                     | 1,91                    |
|                            | BNP                                          | Mike Ashburner             | 840                     | 1,90                    |
|                            | Verdi                                        | Chris Loynes               | 530                     | 1,20                    |
|                            | Indipendente                                 | Brian Greaves              | 245                     | 0,56                    |
|                            |                                              |                            |                         |                         |
| Iscritti                   | Iscritti                                     | Iscritti                   | 69 268                  | 100,00                  |
| ↳ Votanti (% su iscritti)  | ↳ Votanti (% su iscritti)                    | ↳ Votanti (% su iscritti)  | 44 124                  | 63,70                   |
| ↳ Astenuti (% su iscritti) | ↳ Astenuti (% su iscritti)                   | ↳ Astenuti (% su iscritti) | 25 144                  | 36,30                   |
|                            |                                              |                            |                         |                         |
|                            | Esito: collegio confermato a Laburista Co-Op |                            |                         |                         |

### Elezioni negli anni 2000
| Partito                    | Partito                                | Candidato                  | Risultati 5 maggio 2005 | Risultati 5 maggio 2005 |
| Partito                    | Partito                                | Candidato                  | Voti                    | %                       |
| -------------------------- | -------------------------------------- | -------------------------- | ----------------------- | ----------------------- |
|                            | Laburista                              | John Hutton                | 17 360                  | 47,57                   |
|                            | Conservatore                           | William Dorman             | 11 323                  | 31,03                   |
|                            | Lib Dem                                | Barry Rabone               | 6 130                   | 16,80                   |
|                            | UKIP                                   | Alan Beach                 | 758                     | 2,08                    |
|                            | Build Duddon and Morecambe Bridges     | Timothey Bell              | 409                     | 1,12                    |
|                            | Veritas                                | Brian Greaves              | 306                     | 0,84                    |
|                            | Indipendente                           | Helene Young               | 207                     | 0,57                    |
|                            |                                        |                            |                         |                         |
| Iscritti                   | Iscritti                               | Iscritti                   | 61 852                  | 100,00                  |
| ↳ Votanti (% su iscritti)  | ↳ Votanti (% su iscritti)              | ↳ Votanti (% su iscritti)  | 36 493                  | 59,00                   |
| ↳ Astenuti (% su iscritti) | ↳ Astenuti (% su iscritti)             | ↳ Astenuti (% su iscritti) | 25 359                  | 41,00                   |
|                            |                                        |                            |                         |                         |
|                            | Esito: collegio confermato a Laburista |                            |                         |                         |

| Partito                    | Partito                                | Candidato                  | Risultati 7 giugno 2001 | Risultati 7 giugno 2001 |
| Partito                    | Partito                                | Candidato                  | Voti                    | %                       |
| -------------------------- | -------------------------------------- | -------------------------- | ----------------------- | ----------------------- |
|                            | Laburista                              | John Hutton                | 21 724                  | 55,67                   |
|                            | Conservatore                           | James Airey                | 11 835                  | 30,33                   |
|                            | Lib Dem                                | Barry Rabone               | 4 750                   | 12,17                   |
|                            | UKIP                                   | John Smith                 | 711                     | 1,82                    |
|                            |                                        |                            |                         |                         |
| Iscritti                   | Iscritti                               | Iscritti                   | 64 709                  | 100,00                  |
| ↳ Votanti (% su iscritti)  | ↳ Votanti (% su iscritti)              | ↳ Votanti (% su iscritti)  | 39 020                  | 60,30                   |
| ↳ Astenuti (% su iscritti) | ↳ Astenuti (% su iscritti)             | ↳ Astenuti (% su iscritti) | 25 689                  | 39,70                   |
|                            |                                        |                            |                         |                         |
|                            | Esito: collegio confermato a Laburista |                            |                         |                         |

## Risultati dei referendum

### Referendum sulla permanenza del Regno Unito nell'Unione europea del 2016
|             | Collegio           | Lasciare UE % | Rimanere in UE % |
| ----------- | ------------------ | ------------- | ---------------- |
|             | Barrow and Furness | 56,7%         | 43,3%            |
| Inghilterra | 53,3%              | 46,7%         |                  |
| Regno Unito | 51,9%              | 48,1%         |                  |